# Arauca (Colombia)
Arauca es uno de los treinta y dos departamentos que forman la República de Colombia. Su capital es la homónima Arauca. Está ubicado al este del país, en la región Orinoquía.  Con una superficie de aproximadamente 23 818 km², es el decimoctavo departamento más extenso. Tiene una densidad poblacional relativamente baja, de 12,35 hab/km². 
Su territorio se extiende desde el piedemonte llanero hasta los Llanos Orientales, caracterizándose por extensas sabanas y una importante red hidrográfica conformada por ríos como el Arauca, el Casanare y el Tame, afluentes del río Orinoco. En su parte occidental, limita con la Cordillera Oriental, donde se encuentran áreas montañosas que forman parte de la transición entre los Andes y la Orinoquía, mientras que por el nordeste limita con Venezuela.
La economía del departamento se basa en la ganadería, la agricultura y la industria petrolera. Su cultura está fuertemente influenciada por las tradiciones llaneras, que se manifiestan en la música del joropo, las festividades tradicionales y la gastronomía típica de los Llanos.

## Toponimia
Existen varias versiones sobre el origen de su nombre; este podría derivar del nombre de una de las etnias indígenas que habitaban estas regiones, los Arawak o Arahuacos, o del nombre de un ave llanera llamada «Arauco».

## Historia

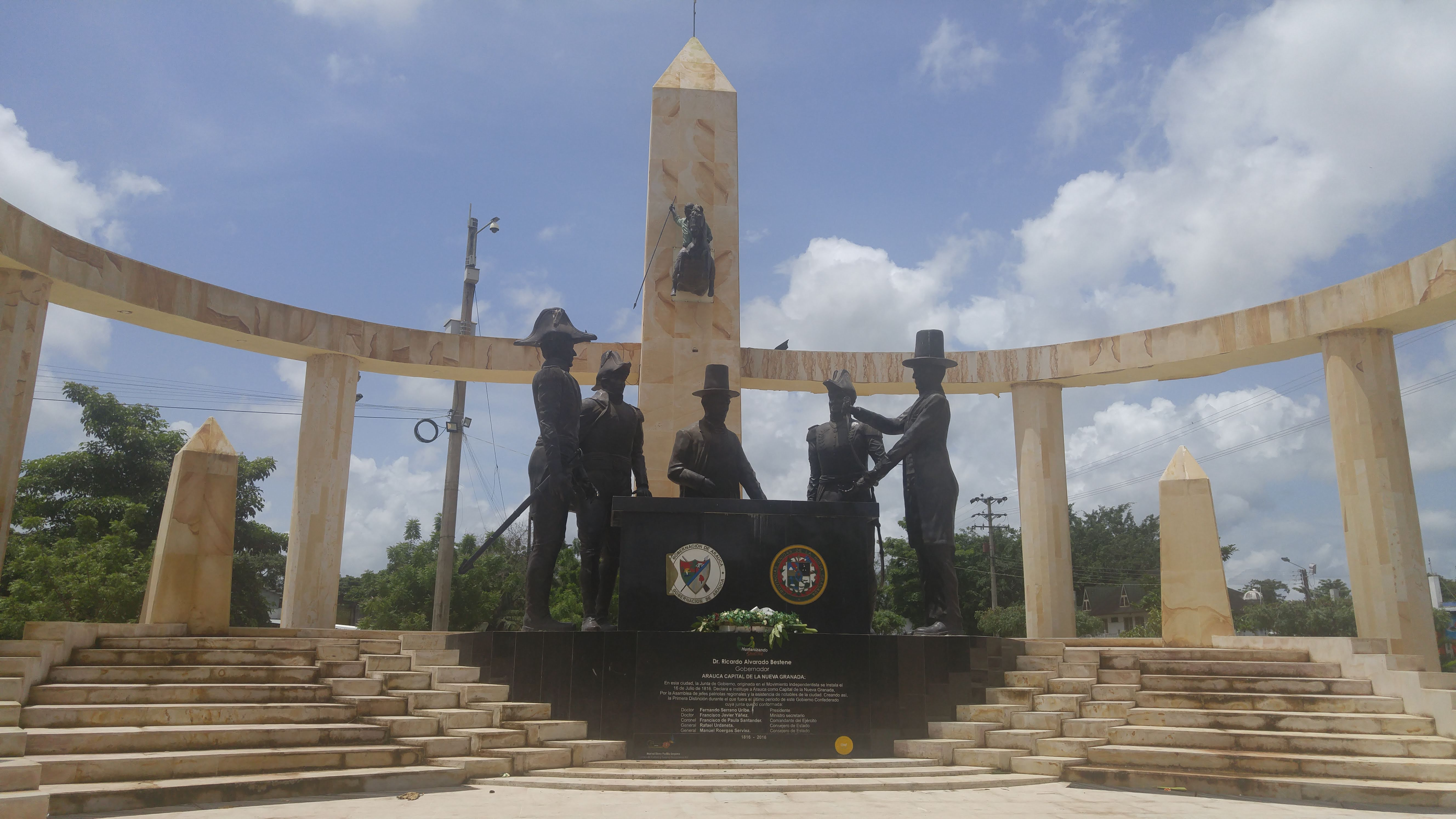
Monumento a la independencia en Arauca, Colombia.

El territorio de Arauca estaba habitado antes de la conquista española por araucas, yaruros, chinatos, betoyes, giraras, tunebos, airicos, macaguanes, eles, lipas, guahíbos, achaguas, cuibas, chiricoas, lucalías, piapocos, maipures y cuilotos. Luego en 1536 llegan a tierras araucanas los conquistadores Nicolás de Federman y Jorge de Espira, pasando por la cordillera oriental. Para 1659, las misiones jesuitas Francisco Jimeno, Francisco Álvarez y Antonio Monteverde avanzaron hacia la selva en tierras de las tribus guahíbos, tunebos, airicos y chiricoas, donde fundaron nuevas poblaciones. En 1767 fueron expulsados los jesuitas, siendo virrey Pedro Mesía de la Cerda, fueron reemplazados en su misión evangelizadora por los agustinos recoletos, quienes fundaron cinco centros catequistas: Soledad del Cravo, San Javier de Cuiloto, San José del Ele, San Joaquín de Lipa y San Fernando de Arauca.
El movimiento comunero de 1781 se concentró en Tame que, con Fray Ignacio Mariño a partir de 1812, surgió como grupo subversivo contra el dominio español. Mariño firma el Acta de Independencia de la provincia de Tunja el 10 de diciembre de 1813. En 1816 la ciudad de Arauca se convirtió transitoriamente en la capital de la Nueva Granada y su presidente el doctor Fernando Serrano. El general Francisco de Paula Santander luego de su campaña en Venezuela regresa a Tame, donde centra definitivamente su cuartel general hasta la llegada el general [Simón Bolívar], quien penetra al territorio araucano el 4 de junio de 1819 y llega a Tame el 11 de junio para continuar la marcha el 16 hacia Poder, donde el ejército de Santander se incorpora al del Libertador. Continúa su marcha hasta alcanzar la victoria en el Pantano de Vargas y en el Puente de Boyacá.
Durante gran parte del siglo XIX Arauca pertenecía a la provincia de Casanare, la cual en 1819 pasó a formar parte del Departamento de Boyacá de la Gran Colombia; en 1831 Con la disolución de la Gran Colombia, Arauca continúa siendo parte de la provincia de Casanare, si bien posteriormente hacia el año de 1857 fue anexado al Estado Soberano de Boyacá, siéndolo más tarde al departamento de Boyacá.

### Hacia la departamentalización
Luis Felipe Laverde el 5 de noviembre de 1910, con un grupo de exaltados, obligó a dimitir al gobierno de Arauca e impuso su autoridad, en protesta por el marginamiento a que se sometía la región. Laverde logró que el gobierno central creara en 1911 la comisaría de Arauca, segregándola de Boyacá y la cual tuvo como primer mandatario al general Pedro León Acosta. El mandato arbitrario del comisario andino fomentó de nuevo el descontento de los araucanos, que se levantaron de nuevo con Humberto Gómez a la cabeza, quien se tomó la ciudad de Arauca el 31 de diciembre de 1916 y declaró la independencia del territorio con el nombre de República de Arauca.
Una vez devuelta la legitimidad de la autoridad colombiana, el territorio es de nuevo perturbado durante el turbulento periodo que se llamó La Violencia, con levantamientos llaneros en 1948, hasta la entrega de Guadalupe Salcedo, líder revolucionario araucano, en 1953. Posteriormente con la explotación del petróleo llegan colonos y gentes de todas partes del país. Al consolidarse la bonanza petrolera, aparecen grupos revolucionarios que perturban la región. Por decreto 113 del 20 de enero de 1955, el territorio fue elevado a la categoría de intendencia nacional; finalmente el 5 de julio de 1991 se erigió como departamento junto con las demás intendencias y comisarías de Colombia.

## Geografía

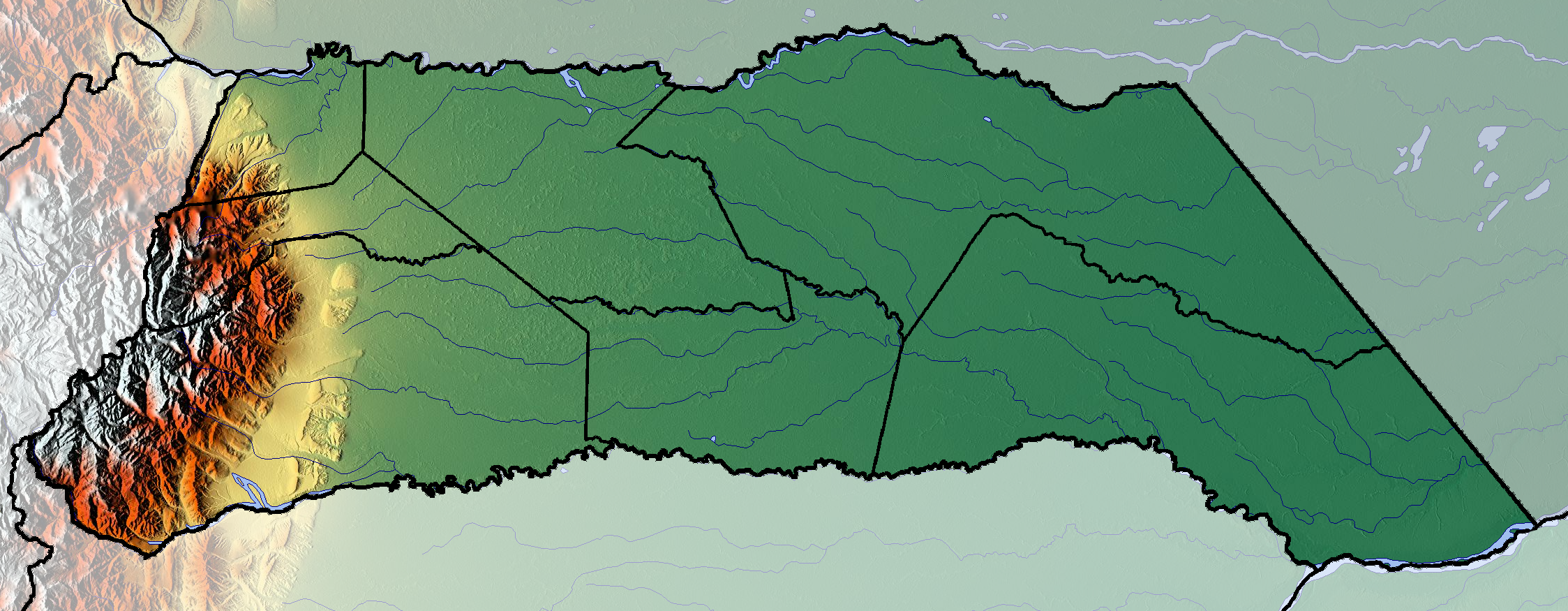
Mapa físico de Arauca.

### Posición geográfica y límites
Arauca está localizado entre los 6°2′40″ y 7°6′13″ la latitud norte y los 69°25′54″ y 72°22′23″ de longitud oeste, en la región norte de la Orinoquia colombiana. Sus límites son:
| Noroeste: Venezuela Estado Apure (Río Arauca)    | Norte: Venezuela Estado Apure (Río Arauca) | Nordeste: Venezuela Estado Apure (Río Arauca) |
| Oeste: Boyacá (Parque nacional natural El Cocuy) |                                            | Este: Venezuela Estado Apure                  |
| Suroeste: Casanare (Río Casanare)                | Sur: Casanare (Río Casanare)               | Sureste: Vichada (Río Meta)                   |

### Fisiografía

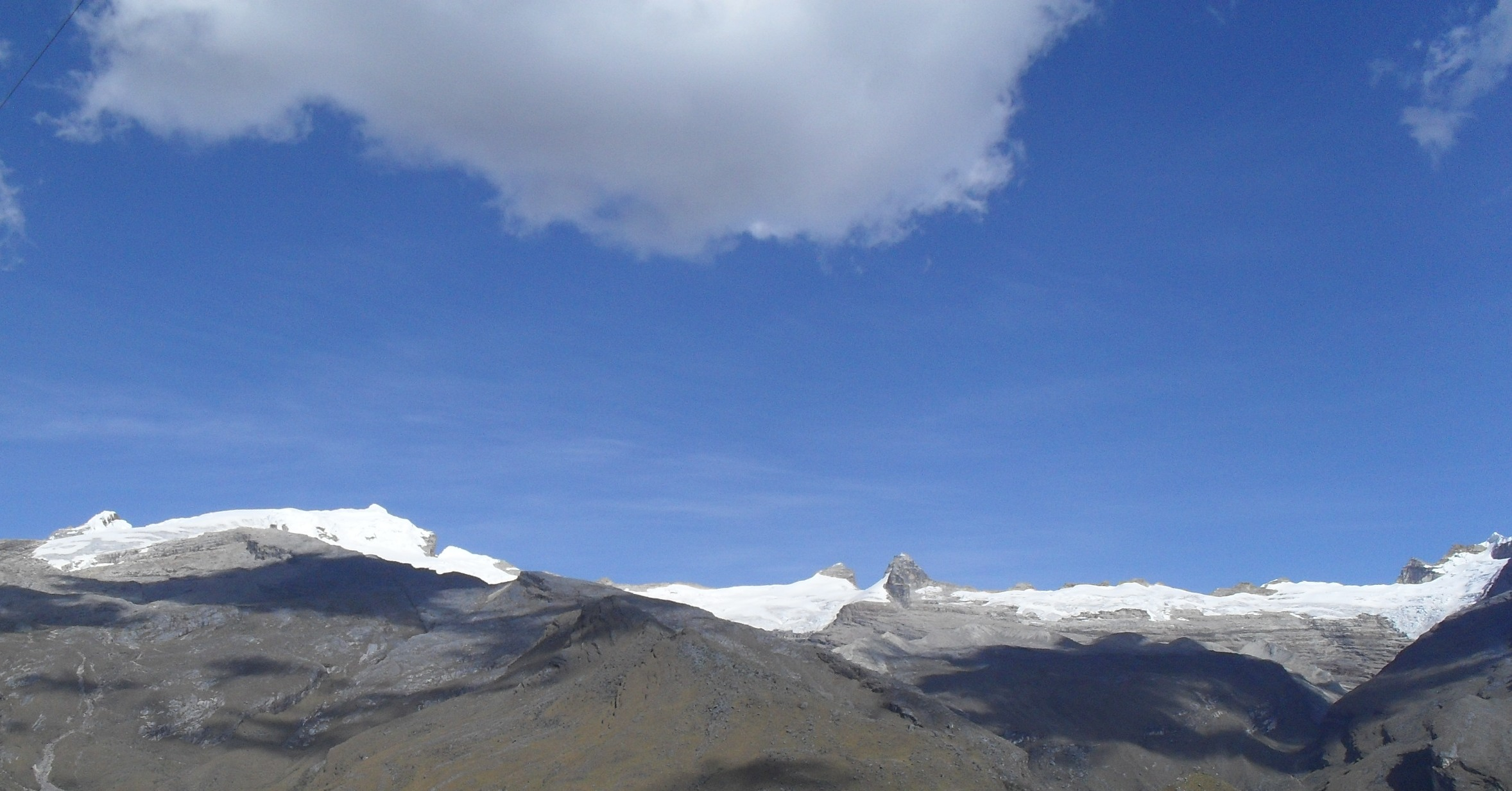
Sierra Nevada del Cocuy.

Su territorio ocupa una superficie de 23.818 km², predominantemente compuesta por llanuras, lo que representa el 2.1% del territorio nacional. El territorio está dividido en tres regiones fisiográficas: la primera la constituye la parte montañosa este de la cordillera Oriental, el piedemonte llanero y la llanura aluvial del Orinoco.
La cordillera Oriental se ubica al occidente de Arauca, abarcando una quinta parte de la superficie departamental, comprendiendo elevaciones desde los 500 m en el piedemonte hasta los 5.380 m en la Sierra Nevada del Cocuy; se caracteriza por las altas montañas, páramos cubiertos por pajonales y frailejones, pendientes abruptas, fuertemente disectadas y vertientes bajas con bosque subandino. El piedemonte está conformada por abanicos aluviales y terrazas de relieve plano a inclinado, cubierta por vegetación de sabana y bosque tropical. Finalmente la llanura aluvial se extiende desde el piedemonte hasta los límites con la República Bolivariana  de Venezuela, el modelado es de terrazas y llanuras aluviales de desborde cubierta por vegetación de sabana inundable y por bosque de galería.

### Hidrografía
La mayoría de los ríos araucanos nacen en el piedemonte y la cordillera Oriental, realizando su recorrido en dirección oeste-este. En esa región la precipitación es de 1500 mm, por lo cual es el área más lluviosa del departamento.
La hidrografía está formada por los ríos Arauca, Casanare, Bojabá, Ele, Lipa, Cravo Norte, San Ignacio o Tame, Tocoragua, Cusay, Satocá, Tigre, Calafita, San Miguel, Capanaparo, Cinaruco, Limón, Banadía y Tocancia. Además hay caños, lagunas y esteros.

### Clima
Los factores principales que determinan el comportamiento climático de Arauca son los vientos alisios del noreste y del sureste, el desplazamiento de la Zona de Convergencia Intertropical (ZCIT) y la cordillera Oriental. El régimen de lluvias es básicamente monomodal, con una temporada de lluvias que comprende los meses de marzo a noviembre. En Arauca se encuentran los pisos térmicos cálido, templado, frío y nival.

### Parques naturales
el parque nacional natural El Cocuy se ubica en la parte occidental del departamento del Arauca, sobre la sierra homónima. y en jurisdicción de los municipios de Tame y Fortul. Antiguamente también existía el Santuario de Fauna y Flora Arauca, pero debido al gran impacto humano que recibió como deforestación excesiva e invasión de los terrenos para actividades ilícitas, tuvo que ser clausurado.

## División político-administrativa
El departamento de Arauca está conformado por siete municipios, un corregimiento (Puerto Jordán) y 71 centros poblados. Los municipios araucanos están agrupados en 5 círculos notariales que pertenecen al Distrito Judicial Villavicencio.

## Demografía
| Evolución de la población del departamento de Arauca (1938-2025)          |
|                                                                           |
| Población según censo. Población según proyección.Fuente: Statoids. DANE. |

La población para 2023 en el departamento es, de acuerdo con las proyecciones de población del Departamento Administrativo Nacional de Estadísticas (DANE), de 308.301 habitantes (aproximadamente el 0.59% del total nacional), de los cuales 200.433 (65% del total departamental) se encuentran ubicados en las cabeceras urbanas y 107.868 (35.%) en las áreas rurales.
Arauca, Saravena y Tame son los municipios más poblados y reúnen el 70% del total de habitantes. La capital (Arauca) se ha visto ampliamente urbanizada debido a la migración motivada tanto por actividad petrolera como por la violencia política de otras regiones. La población actual se originó en la colonia, con la mezcla de colonos españoles con indígenas, en tanto la moderna por el asentamiento provocado por la bonanza petrolera de grupos de colonos santandereanos y boyacenses.

### Etnografía
- Mestizos & Blancos (93,70%)
- Negros o Afrocolombianos (4,07%)
- Amerindios o Indígenas (2,22%)
- Gitanos (0,01%)

### Población indígena
La población indígena total del departamento asciende a 3.591 personas; en Arauca se localizan 26 resguardos en un área de 128.167 hectáreas. Allí viven 6 pueblos indígenas, con la siguiente población: U'wa, 1.124 miembros; Betoyes con 800; Sikuani, 782; Hitnü, 441; Kuiba, 241; Hitanü, 110; Chiricoa, 63 y Piapoco con 30.
U'wa: es la etnia predominante en el departamento. Se encuentran ubicados en el contrafuerte oriental al norte de la cordillera oriental, hacia el Nevado del Cocuy. Su población total se estima en 7.231 personas. Su lengua pertenece a la familia lingüística Chibcha. En el Arauca se existen 1.124 u'wa, es decir, el 15%. Su nombre significa “gente inteligente que sabe hablar”.
Betoyes:: por su población constituyen el segundo grupo étnico del departamento. Viven a orillas del río Cravo y en el Municipio de Tame. El área de su territorio es 702 hectáreas. Se estima su población en 800 personas. Su lengua proviene de la familia lingüística Chibcha. Aunque no conservan su lengua original, hablan un español mezclado con betoye, en el que permanecen ciertas estructuras gramaticales de este.
Guahibos: denominación por la que son conocidos los Sikuani, Kuiba, Chiricoa, Hitanü (Iguanito) y Hitnü (Macaguane), que hablan lenguas guahibanas.

### Población afrocolombiana
Hacia 2001 la población afrocolombiana en Arauca era de unos 6.800 habitantes, ubicados en las áreas rurales de Arauquita, Tame, Saravena y el área urbana de Arauca. Desde 1960 el departamento se ha visto influenciado por movimientos migratorios provenientes de la región Pacífica, ligada al cultivo de cacao en las áreas de colonización dirigida por el INCORA. Sin embargo es poco el conocimiento que se tiene sobre este grupo de población, sus orígenes, historia, problemática, cultura, causas que contribuyeron a la migración desde sus lugares de origen y en general, las condiciones actuales como “grupo étnico”.

### Inmigración
El más reciente censo general de la nación, realizado por el Departamento Administrativo Nacional de Estadística de Colombia (DANE), presenta los siguientes resultados acerca del país de nacimiento de los habitantes del departamento de Arauca:
| N.º        | País       | Población |
| ---------- | ---------- | --------- |
| 1          | Venezuela  | 45 296    |
| 2          | Ecuador    | 133       |
| 3          | Cuba       | 13        |
| 4          | Chile      | 10        |
| No informa | No informa | 188       |
| Otros      | Otros      | 53        |
| Total      | Total      | 45 693    |

## Economía

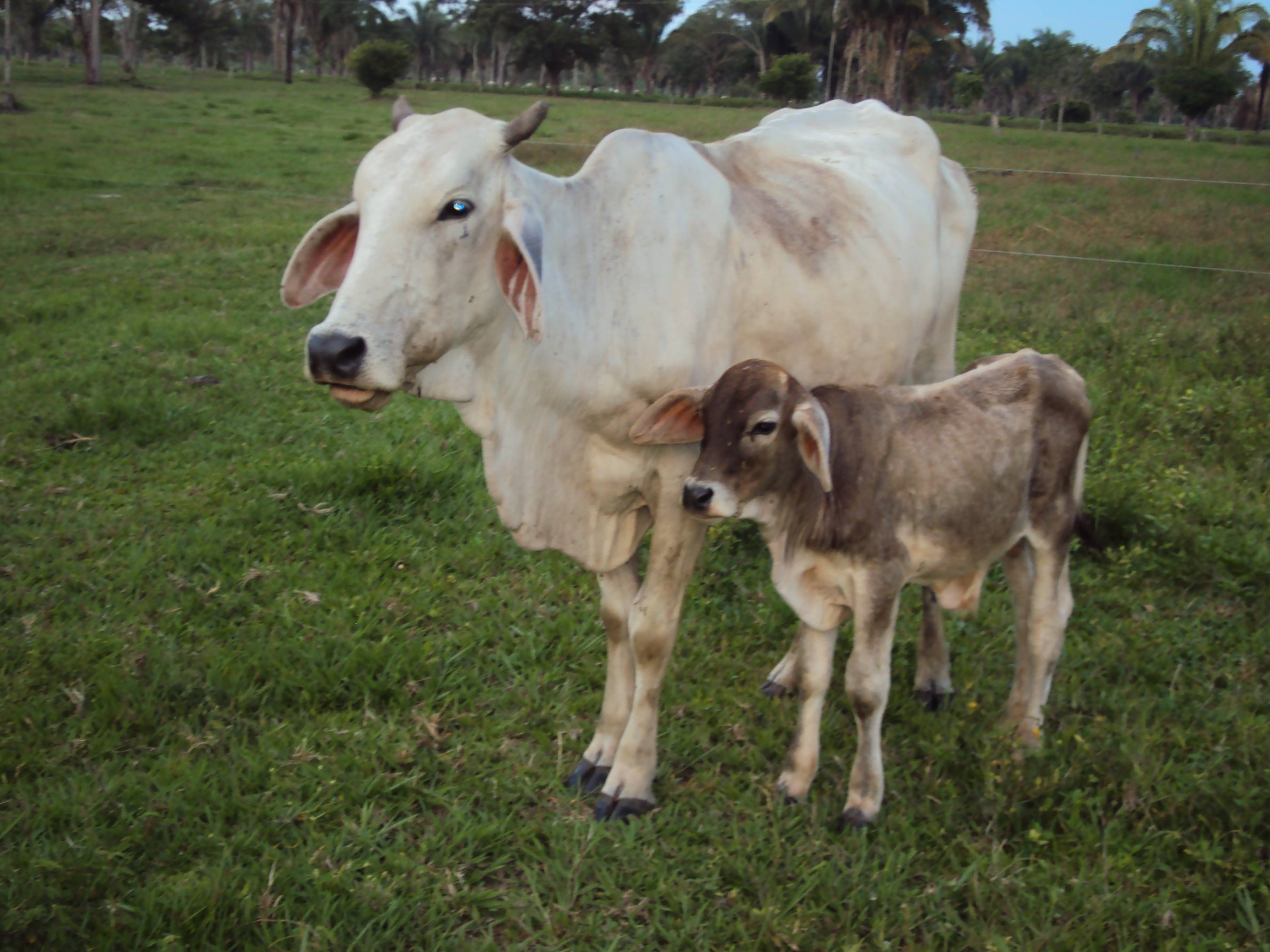
La ganadería es una de las actividades económicas más importantes de la región.

Las principales actividades económicas que se llevan a cabo en Arauca son, en su orden, la explotación petrolera, la ganadería, la agricultura, los servicios y el comercio.
La economía de la región se ha visto afectada de manera significativa por la influencia de grupos armados ilegales en las actividades productivas del departamento, en particular los actos terroristas y el llamado "clientelismo armado", ejercidos por la guerrilla del ELN, convirtiéndose en un lastre al desarrollo del potencial económico de Arauca.
Tradicionalmente la economía del departamento se ha sustentado en la ganadería y en la agricultura, que dan soporte al comercio complementario de la región. Sin embargo, la explotación petrolera se ha convertido en los últimos en importante fuente de ingresos para Arauca, que se refleja en su aporte al PIB departamental, y que ha enfocado su esfuerzo productivo a múltiples actividades que incluyen la agroindustria y la microempresa. Esta explotación petrolera se ha visto afectada por cuenta de los atentados de la guerrilla del ELN a los oleoductos del departamento, principalmente al de Caño Limón, cuyas principales consecuencias han sido la alteración del ecosistema y la contaminación de los ríos y suelos.
En tanto la actividad ganadera se centra en la cría, levante y engorde de vacunos; su comercialización se dirige hacia Puerto López, Bucaramanga y Cúcuta. Los suelos de la región han demostrado buenas condiciones para el cultivo de cacao, el plátano, la yuca, arroz, el maíz y árboles frutales, además de cultivos industrializados como la palma africana, el sorgo, la soya y el ajonjolí. La ganadería es otro renglón importante dentro de la economía del departamento.